# سام إيكن
سام إيكن (بالإنجليزية: Sam Aiken)‏ هو لاعب كرة قدم أمريكية أمريكي، ولد في 14 ديسمبر 1980 في كلينتون في الولايات المتحدة.

## وصلات خارجية
- سام إيكن على موقع مرجع كرة القدم المحترفة.كوم (الإنجليزية)